# Nitruri
Si definisce nitruro un composto chimico binario prodotto dalla reazione dell'azoto con un elemento chimico avente minore elettronegatività (solitamente metallico o semimetallico). In questi composti l'azoto assume stato di ossidazione −3.
Sono conosciuti vari tipi di nitruri degli elementi chimici, divisi in:
- salini o elettrostatici (come quelli dei metalli alcalini ed alcalino-terrosi);
- covalenti (come quelli dei metalloidi e dei non metalli tipo arsenico, zolfo e fosforo);
- metallici o interstiziali, che rappresentano i più numerosi ed hanno formula generale MeN, Me2N o Me4N;
- diamantoidi, perché strutturalmente correlati al reticolo cristallino della grafite o del diamante (come i nitruri di boro, alluminio, gallio, indio, tallio e silicio).

Occorre non confondere i nitruri con gli azoturi, che sono i sali dell'acido azotidrico (HN3).

## Sintesi
A seconda dell'elemento chimico o del metallo sottoposto alla suddetta reazione, si ottengono vari tipi di nitruri con densità ed altre proprietà fisico-chimiche diverse tra loro.
I più studiati, soprattutto per le loro proprietà tecnologiche, sono i nitruri dei metalli di transizione e dei metalli rari o nobili (ad esempio zirconio, renio, rodio, etc.).
Questi tipi di nitruri si ottengono con molta difficoltà dato che la loro sintesi avviene usualmente facendo reagire azoto o ammoniaca, con la polvere molto fine del metallo, a temperature molto alte (generalmente oltre i 1700-1800 °C) e con l'ausilio di elevate pressioni.
Il prodotto così ottenuto è in genere una polvere con varie tonalità di grigio, chimicamente inerte, avente densità variabile a seconda del metallo nitrurato, e con punti di fusione (Tfus) mediamente più alti del metallo o dell'elemento di partenza. Nella maggior parte dei casi, inoltre, possiedono conduttività metallica e la loro durezza (scala di Mohs) è superiore a 8,5 e a volte vicina a quella del diamante (10).
Nella tecnologia moderna delle leghe metalliche, un altro metodo per ottenere la nitrurazione è quello di esporre il pezzo metallico (prodotto finito) a vapori di ammoniaca ad elevate temperature e pressioni per diverse ore (12-18).
La reazione si estende solo per alcune decine di micron nella profondità della superficie metallica trattata (non raggiunge mai i 2 decimi di millimetro). Tuttavia le proprietà tecnologiche ne risultano notevolmente migliorate, soprattutto quelle connesse all'usura ed allo sforzo meccanico ad alta temperatura.

## Proprietà dei nitruri metallici
La tabella seguente riporta i più importanti nitruri metallici, la loro formula bruta (xx), con le rispettive densità (in g/cm³) e il punto di fusione (in °C):
| Nome del composto               | Densità (in g/cm³) | Punto di fusione (in °C) |
| ------------------------------- | ------------------ | ------------------------ |
| Nitruro di vanadio (VN)         | 6,10               | 2320                     |
| Nitruro di titanio (TiN)        | 5,40               | 2950                     |
| Nitruro di niobio (NbN)         | 8,36               | 2300                     |
| Nitruro di tungsteno (WN)       | 12,0               | 3300                     |
| Nitruro di berillio (Be3N2)     | 6,70               | 2200                     |
| Nitruro di tantalio (III) (TaN) | 14,3               | 3360                     |
| Nitruro di tantalio (II) (Ta2N) | 5,40               | 3090                     |
| Nitruro di zirconio (ZrN)       | 7,10               | 2980                     |
| Nitruro di renio (Re3N7)        | 10,2               | 3235                     |
| Nitruro di lantanio (LaN)       | 5,28               | 2412                     |
| Nitruro di afnio (HfN)          | 13,6               | 2700                     |
| Nitruro di molibdeno (Mo2N)     | 8,00               | 3000                     |
| Nitruro di boro (BN)            | 2,71               | 2200                     |
| Nitruro di ittrio (YN)          | 3,10               | 2660                     |
| Nitruro di gallio (GaN)         | 6,15               | 2560                     |
| Nitruro di piombo (II) (Pb3N2)  |                    |                          |

## Impieghi
Tra i nitruri particolarmente usati figurano il nitruro di boro (o Borazon), come sostituto del diamante nelle operazioni di taglio e il nitruro di silicio (Si3N4), come materiale ceramico con alta resistenza all'usura, eccellente resistenza agli sbalzi termici, un basso coefficiente di attrito e buona resistenza agli agenti corrosivi più forti. Sfortunatamente è molto difficile sia da sintetizzare che da plasmare in forme opportune. La migliore forma attualmente ottenibile è una sua miscela o soluzione solida con polvere di corindone (ossido di alluminio, Al2O3), aventi in commercio il nome Sialon.
Diversi nitruri metallici sono stati anche impiegati come catalizzatori in fase omogenea, ad esempio una miscela di nitruri di ferro ha trovato uso per l'idrogenazione dei composti carbonilici (processo Fischer-Tropsch).
Infine i nitruri di uranio, di plutonio o misti sono allo studio come combustibile nucleare sostitutivo del MOx per il reattore nucleare al piombo, avendo proprietà neutroniche e termomeccaniche migliori; il principale ostacolo per ora rimane l'aspetto economico della loro produzione che a livello ottimale presuppone l'arricchimento dell'N-15 a discapito dell'N-14 poiché quest'ultimo produce il carbonio 14 consumando notevolmente neutroni termici:
{\displaystyle {\ce {^{14}N\ +\ n->^{14}C\ +\ p}}}